# Embajada de España en Ghana
La Embajada de España en Ghana es la máxima representación legal del Reino de España en la República de Ghana. También está acreditada en la República Togolesa (1995).

## Embajador
El actual embajador es José Javier Gutiérrez Blanco-Navarrete, quien fue nombrada por el gobierno de Pedro Sánchez el 4 de agosto de 2021.

## Misión diplomática
El Reino de España concentra su representación en el país en la embajada ubicada en la capital del país africano, Acra, creada en 1967. La embajada tendrá carácter no residente hasta 1971 cuando se nombre al primer embajador residente en el país africano. Además, España está representada por un Consulado honorario en Togo.

## Historia
España estableció relaciones diplomáticas con la República de Ghana el 10 de noviembre de 1967. Desde entonces, las relaciones entre los dos países han sido cordiales. Desde la creación de la embajada no residente hasta 1971 las relaciones diplomáticas quedaron bajo la demarcación de la Embajada española en Liberia.

## Demarcación
Actualmente la embajada española en Ghana cuenta con un solo estado dentro de su demarcación:
- República Togolesa: la relaciones diplomáticas entre España y Togo se remontan a los años 60, cuando la Embajada española en Nigeria quedó acreditada en Togo hasta 1969 cuando pasaron a depender de la Embajada de España en Costa de Marfil. Finalmente desde 1979 la Embajada española en Ghana es la acreditada en el país africano.

En el pasado la embajada española en Ghana estaba acreditada también en:
- República de Liberia: las relaciones diplomáticas entre España y Liberia se remontan a mediados del siglo XIX, cuando Liberia era uno de los dos únicos estados africanos independientes. España acreditó a los embajadores españoles en Liberia en 1954 y la embajada se mantuvo abierta hasta 1971 cuando las relaciones entre ambos países pasaron a depender de la Embajada española en Costa de Marfil. En 1979 se reabrió la embajada residente en Monrovia, poco después fue clausurada definitivamente en 1990 tras el comienzo de la guerra civil, ocupándose de los asuntos corrientes y estando acreditada ante las autoridades liberianas los embajadores españoles en Abiyán (Costa de Marfil), que se mantiene en la actualidad.

- República de Sierra Leona: según el decreto 2704/1964 por el que se aprobó la creación de la embajada no residente en Freetown y dependiente de la Embajada española en Monrovia hasta 1971. Los asuntos diplomáticos de Sierra Leona fueron cambiando varias veces de demarcación, así, entre 1971 y 1978 fue dependiente de la Embajada española en  Acra (Ghana); de 1980 a 1991 de vuelta a Liberia de 1992 a 1993 de Lagos, antigua Embajada española en Nigeria. Desde 1994 a 2008 de la Embajada española en Dakar y, desde 2012 a 2018 en la demarcación de Abiyán, ciudad diplomática de Costa de Marfil. Actualmente, está integrada dentro de la Embajada de España en Guinea.

- República de Guinea: la embajada no residente en Guinea fue creada en 1965 ese mismo año se nombró al primer embajador acreditado ante las autoridades de Conakri pero residente en Dakar, para las relaciones diplomáticas entre ambos países. En 1977 Guinea quedó adscrita a la demarcación de Ghana y dos años después pasó a la de la Embajada española en Liberia hasta que en 1992 volvió a la demarcación de Senegal hasta que finalmente fue creada la Embajada de España en Guinea (2007).